# Пашковецька сільська рада (Хмельницький район)
Пашкове́цька сільська́ ра́да — адміністративно-територіальна одиниця та орган місцевого самоврядування у Хмельницькому районі Хмельницької області. Адміністративний центр — село Пашківці.

## Загальні відомості
- Територія ради: 20,47 км²
- Населення ради: 887 осіб (станом на 2001 рік)

## Населені пункти
Сільській раді підпорядковані населені пункти:
- с. Пашківці
- с. Климашівка

## Склад ради
Рада складається з 12 депутатів та голови.
- Голова ради: Гралюк Віталій Володимирович
- Секретар ради: Стукан Галина Володимирівна

### Керівний склад попередніх скликань
| Прізвище, ім'я, по батькові  | Основні відомості                                                               | Дата обрання | Дата звільнення |
| ---------------------------- | ------------------------------------------------------------------------------- | ------------ | --------------- |
| Поліщук Олена Михайлівна     | Сільський голова, 1973 року народження, позапартійна                            | 26.03.2006   | 31.10.2010      |
| Гралюк Віталій Володимирович | Сільський голова, 1972 року народження, освіта середня спеціальна, безпартійний | 31.10.2010   |                 |

Примітка: таблиця складена за даними сайту Верховної Ради України

### Депутати
За результатами місцевих виборів 2010 року депутатами ради стали:

#### За суб'єктами висування
| Суб'єкт висування | Кількість обраних депутатів | %   |
| ----------------- | --------------------------- | --- |
| Самовисування     | 12                          | 100 |

#### За округами
| № округу | Прізвище, ім'я, по батькові  | Дата визнання обраним | Освіта             | Партійна приналежність                    | Відомості про обраного депутата                                 |
| -------- | ---------------------------- | --------------------- | ------------------ | ----------------------------------------- | --------------------------------------------------------------- |
| 1        | Поліщук Анатолій Михайлович  | 01.11.2010            | вища               | позапартійний                             | Державна екологічна інспекція у Хмельницькій області, інспектор |
| 2        | Каленик Петро Володимирович  | 01.11.2010            | середня            | позапартійний                             | ППАФ «Троя», робітник                                           |
| 3        | Марчук Лариса Іванівна       | 01.11.2010            | середня спеціальна | член Політичної партії «Наша Україна»     | тимчасово не працює                                             |
| 4        | Анішкіна Наталія Семенівна   | 01.11.2010            | вища               | позапартійна                              | Пашковецька сільська рада, головний бухгалтер                   |
| 5        | Каленик Віктор Володимирович | 01.11.2010            | середня            | член Всеукраїнського об'єднання «Свобода» | ПАТ «Хмельницькгаз», слюсар                                     |
| 6        | Стукан Галина Володимирівна  | 01.11.2010            | вища               | позапартійна                              | Пашковецька сільська рада, секретар                             |
| 7        | Липко Оксана Вікторівна      | 01.11.2010            | середня            | позапартійна                              | МПТ «Нові технології», робітник                                 |
| 8        | Стукан Віктор Григорович     | 01.11.2010            | середня            | член Комуністичної партії України         | Хмельницька міська лікарня, тесляр                              |
| 9        | Лисий Микола Степанович      | 01.07.2012            | вища               | позапартійний                             | пенсіонер                                                       |
| 10       | Степанович Тетяна Антонівна  | 01.11.2010            | середня            | позапартійна                              | МПТ «Нові технології»                                           |
| 11       | Паринога Микола Васильович   | 01.11.2010            | середня            | позапартійний                             |                                                                 |
| 12       | Юрас Євгена Василівна        | 01.11.2010            | середня            | позапартійна                              |                                                                 |